# Amarnabrieven

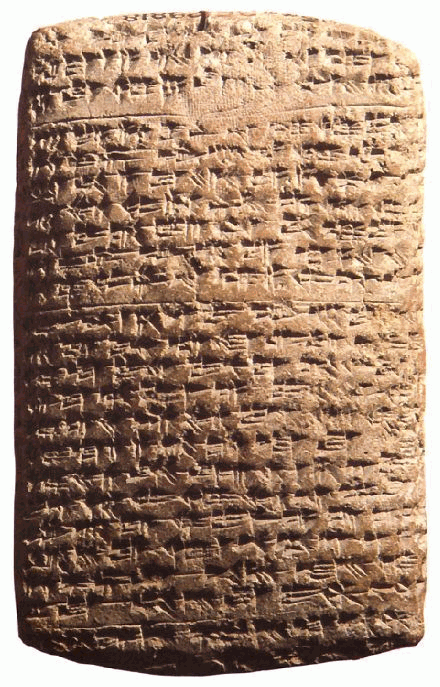
Een van de Amarnabrieven

De Amarnabrieven vormen een collectie van brieven, merendeels diplomatiek van aard, die gevonden is in Amarna, de moderne naam voor Achetaton, de hoofdstad van Achnaton die regeerde ten tijde van het Egyptische Nieuwe Rijk. De brieven zijn geschreven tijdens het bewind van deze farao, die regeerde van 1353 tot 1335 v.Chr. De Amarna-brieven zijn uitzonderlijk in Egyptologisch onderzoek, aangezien zij voornamelijk in Akkadisch spijkerschrift op kleitabletten geschreven zijn. Op dit moment zijn er in totaal 382 tabletten bekend; 24 tabletten zijn ontdekt nadat de Noorse assyrioloog Jørgen Alexander Knudtzon zijn historische editie van de Amarna-correspondentie beschreef in Die El-Amarna-Tafeln in twee delen (1907 en 1915). Bijna twee derde van de brieven bevindt zich in het Vorderasiatisches Museum Berlin.
Het Amarna-archief behoort met het archief van de Maribrieven uit de achttiende eeuw v.Chr. en de Ugaritbrieven uit de twaalfde eeuw v.Chr. tot de belangrijkste documenten die de internationale verhoudingen tijdens de Bronstijd weergeven.

## De brieven

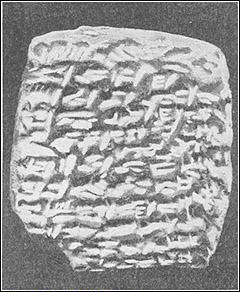
Een van de Amarnabrieven

De diplomatieke briefwisseling, op kleitabletten daterend uit de 14e eeuw v.Chr., werd in Amarna in 1887 teruggevonden. Achetaton (Amarna) was de hoofdstad van de 'ketterse' farao Achnaton (Amenophis IV). De brieven bestaan uit spijkerschrifttabletten voornamelijk geschreven in het Akkadisch, de taal van de diplomatie van deze periode. Ze zijn vrij doorspekt met Kanaänitische grammatica en vocabulaire. Ze vertellen veel over Palestina en zuidelijk Syrië in deze tijden, en over de rol die Egypte daar speelde.
De eerste tabletten werden gevonden door lokale Egyptenaren rond 1887. Zij groeven vervolgens heimelijk de meeste tabletten op uit de ruïne van de stad (oorspronkelijk werden ze bewaard in een gebouw dat archeologen sindsdien het Bureau voor Correspondentie van de Farao noemen) en verkochten ze op de antiekmarkten. Zodra de locatie bekend werd, werden de ruïnes onderzocht. De eerste archeoloog die succesvol was in het bergen van meer tabletten was William Flinders Petrie in 1891-1892. Hij vond 21 fragmenten. Émile Chassinat, toenmalig directeur van het Franse Instituut voor Oriëntaalse Archeologie in Caïro, schafte nog twee additionele tabletten aan. Sinds Knudtzens editie zijn zo'n 24 aanvullende tabletten of fragmenten van tabletten gevonden, ofwel in Egypte, of geïdentificeerd in de collecties van verschillende musea buiten Egypte.
| ■ Egypte                                 | ■ Egyptische invloedssfeer  |
| ■ Hatti                                  |                             |
| ■ Het Kassitische koninkrijk van Babylon | ■ Kassitische invloedssfeer |
| ■ Assyrië                                | ■ Assyrische invloedssfeer  |
| ■ Mittani                                | ■ Mitanni invloedssfeer     |
| ■ Achaeïsche/Myceense beschaving         |                             |

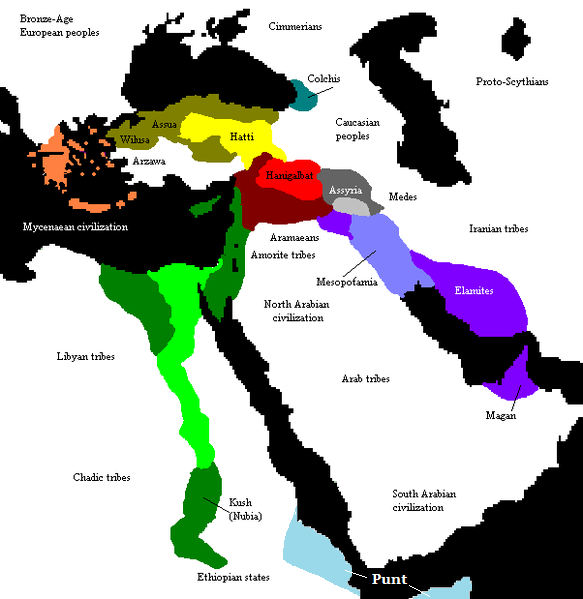
Kaart van het oude Nabije Oosten tijdens de Amarna-periode, met de grootmachten van de tijd:

Het volledige archief, inclusief correspondentie van de voorgaande heerschappij van Amenhotep III, bevat meer dan driehonderd diplomatieke brieven; het overige is een mengeling van literair of educatief materiaal. Deze tabletten werpen veel licht op de relatie van Egypte met Babylonië, Assyrië, Mitanni, de Hettieten, Syrië, Palestina en Cyprus, en hun afgevaardigden in Kanaän. Ze zijn van groot belang bij het vaststellen van zowel de historische gebeurtenissen als de chronologie van de periode. Brieven van de Babylonische koning Kadashman-Enlil I en zijn opvolger Burnaburiaš II (beiden Kassieten) verankeren Achnatons bewind in het midden van de 14e eeuw v.Chr. Men vindt hier de eerste vermelding van een Palestijnse groep die bekendstaat als de Habiru. Andere heersers zijn Tushratta uit Mitanni, ene Lib'ayu, en de omvangrijke correspondentie met de querulante koning Rib-Hadda van Byblos, die in meer dan 58 brieven aan een stuk door smeekt om Egyptische militaire hulp.

### Chronologie
Uit onderzoek is gebleken dat de vroegst mogelijke datering voor enige correspondentie laat in het bewind van Amenhotep III is, waarschijnlijk op zijn vroegst in het 30e jaar van zijn regering; de laatst mogelijke datum is het het tijdstip waarop de stad Achetaton verlaten werd, over het algemeen wordt aangenomen dat dit in het eerste jaar van het bewind van Toetanchamon was.